# Junicode
Junicode (mot-valise composé de Junius et Unicode) est une police de caractères Unicode libre (sous la SIL Open Font License). Elle a été dessinée par Peter S. Baker, professeur PhD à l’université de Virginie.
Elle est visuellement assez proche des polices du XVIIIe siècle comme la Caslon. La dernière version (1.002) est disponible depuis le 25 juin 2018. Elle existe en régulier, italique, gras, et gras italique.
Junicode a été dessinée pour être utilisée par des médiévistes et fait partie de la Medieval Unicode Font Initiative (MUFI).
Depuis la dernière version, une reconstruction de celle-ci a été faite sous le nom JuniusX

## Répartition Unicode
Les 3 096 caractères de la fonte normale (regular) sont répartis ainsi :
| Utilisation                         | Table     | Nb. car. |
| ----------------------------------- | --------- | -------- |
| Latin de base (ASCII)               | 0000–007F | 128      |
| Supplément Latin-1 (ISO/CEI 8859-1) | 0080–00FF | 128      |
| Latin étendu A                      | 0100–017F | 128      |
| Latin étendu B                      | 0180–024F | 208      |
| Alphabet phonétique international   | 0250–02AF |          |
| Lettres modificatives avec chasse   | 02B0–02FF |          |
| Diacritiques                        | 0300–036F |          |
| Grec et copte                       | 0370–03FF |          |
| Runique                             | 16A0–16FF |          |
| Extensions phonétiques              | 1D00–1D6F |          |
| Latin étendu additionnel            | 1E00–1EFF | 256      |
| Ponctuation générale                | 2000–206F |          |
| Exposants et indices                | 2070–209F |          |
| Symboles monétaires                 | 20A0–20CF |          |
| Symboles lettrés                    | 2100–214F |          |
| Symboles mathématiques              | 2200–22FF |          |
| Signes techniques divers            | 2300–23FF |          |
| Alphanumériques entourés            | 2460–24FF |          |
| Formes géométriques                 | 25A0–25FF |          |
| Casseau (dingbats)                  | 2700–27BF |          |
| Latin étendu D                      | A720-A787 | ?        |
| Zone à usage privée                 | E000–FE6A |          |
|                                     |           | 3096     |

La fonte italique contient 2 249 caractères, la fonte grasse 781 et la fonte italique grasse seulement 616.